# Touria Meliani
Touria Meliani (Debdou, Marokko, 1969) is een Marokkaans-Nederlandse GroenLinks-politica en bestuurster, met name actief in de cultuursector. Sinds 30 mei 2018 is zij wethouder van de gemeente Amsterdam.

## Biografie
Meliani kwam in 1975 naar Nederland in verband met gezinshereniging, echter toen haar moeder en zes kinderen aankwamen was haar vader geremigreerd naar Marokko. Haar moeder werkte in de schoonmaak- en zorgbranche. Meliani groeide op in Winterswijk. Na de opleiding MBO Juridische Dienstverlening volgde ze de HBO-opleiding culturele maatschappelijke vorming aan de Hogeschool van Amsterdam, die ze afrondde in 1998. Meliani woont sinds 1994 in Amsterdam.
Na haar opleiding begon ze met werk in de culturele sector, zoals De Balie en Jeugdtheater De Krakeling, en maakte ze een documentaire. Vanaf 2007 werkte ze bij de Tolhuistuin, eerst als creatief producent en aansluitend van 2013 tot 2018 als directeur. Vervolgens werd ze in 2018 wethouder van de gemeente Amsterdam, waar ze sinds 2022 de portefeuille Kunst en Cultuur, Evenementen, en Inclusie en Anti-discriminatiebeleid beheert. Tijdens haar wethouderschap kreeg ze te maken met flinke discussies rondom het Slavernijmuseum, De Meervaart en de verbouwing van het Amsterdam Museum. In 2024 gaf ze aan zich niet beschikbaar te stellen voor een derde termijn omdat ze haar blik wilde verruimen en weg wilde uit de 'bubbel'.
Van 2017 tot 2023 was ze bestuurslid van Nationaal Comité 4 en 5 mei.